# 黏鰧
黏鰧（學名：Myxodagnus opercularis），為輻鰭魚綱䲁形目指鰧科黏鰧屬的一個種，分布於中東太平洋墨西哥南下加利福尼亞州海域，深度0至18公尺，體細長，至尾部逐漸變細，頭部呈尖錐狀，吻長短於或等於眼徑，下頜突出，眼不在柄上，上下唇具皮瓣，上唇7片，下唇14片，鼻孔管狀，鰓蓋具6片皮辮，背鰭硬棘9枚、背鰭軟條29枚、背鰭硬棘2枚、臀鰭軟條36-39枚，側線連續，在第3-4背棘下方彎曲，鱗片光滑，頭腹無鱗，側線鱗片50枚，頭部有斑點，眼下有一條黑橫帶，兩眼之間有一條不明顯的黑橫帶，前鼻孔後面有小斑點，下顎無斑點或有斑點，頸背中央有一個大斑點，前面有一對小的側斑，身體一般為淺棕褐色，體長可達3.8公分，棲息在有沙底質海域，生活習性不明。